# István Prihoda
István „Azary” Prihoda (ur. 15 listopada 1891 w Klużu, zm. 22 listopada 1965 w Budapeszcie) – węgierski malarz, grafik i strzelec, olimpijczyk. 

## Życiorys
Studiował na Akademii Sztuk Pięknych w Budapeszcie. Podczas I wojny światowej został pojmany w Rosji, jednak uciekł z niewoli podczas rewolucji lutowej. Był malarzem i grafikiem.  W latach 20. stworzył miedzioryty znanych ówczesnych malarzy węgierskich. W latach 30. kierownik Wydziału Grafiki na Akademii Sztuk Pięknych w Budapeszcie.
Brał udział w zawodach strzeleckich podczas Letnich Igrzysk Olimpijskich 1912, na których wystartował w trzech konkurencjach. Zajął 85. pozycję w karabinie dowolnym w trzech postawach z 300 m (wśród 91 strzelców). W drużynowym strzelaniu z karabinu wojskowego Węgrzy zajęli ostatnią pozycję, a Prihoda uzyskał drugi wynik w sześcioosobowym zespole węgierskim.
W 1927 roku doszło do wypadku jego samochodu, w którym śmierć poniosła jedna osoba. Został skazany na rok pozbawienia wolności. 

## Wyniki

### Igrzyska olimpijskie
| Igrzyska       | Konkurencja                           | Wynik                                         | Miejsce | Źródło |
| -------------- | ------------------------------------- | --------------------------------------------- | ------- | ------ |
| Sztokholm 1912 | Karabin dowolny, trzy postawy, 300 m  | DNF                                           | DNF     | [ 7 ]  |
| Sztokholm 1912 | Karabin wojskowy, trzy postawy, 300 m | 49 pkt. (29–20)                               | 85      | [ 3 ]  |
| Sztokholm 1912 | Karabin wojskowy, drużynowo           | 1333 pkt. (druż.) 227 pkt. ind. (70–58–57–42) | 10      | [ 5 ]  |